# Позитрон-емісійна томографія

Зображення, побудоване методом проєкцій максимальної інтенсивності — дослідження ПЕТ

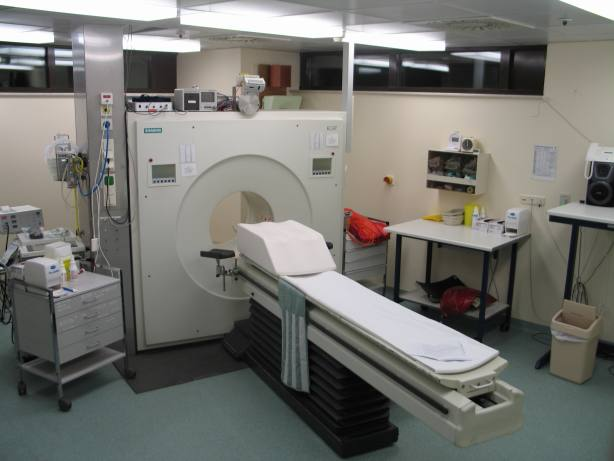
Установка ПЕТ

Позитронно-емісійна томографія, ПЕТ (англ. Positron emission tomography, PET; також двофотонна емісійна томографія) — метод радіоізотопної медичної візуалізації та діагностики, заснований на застосуванні радіофармпрепаратів (РФП), мічених ізотопами, які і є випромінювачами позитронів.
Після анігіляції позитронів з електронами відбувається емісія (поява) двох фотонів (гамма-квантів), які реєструються цим методом. Позитрони виникають при позитронному бета-розпаді радіонукліду, що входить до складу РФП введеного в організм людини чи тварини перед дослідженням.
ПЕТ — діагностичний і дослідницький метод ядерної медицини, що розвивається. Підсумком цього методу є можливість за допомогою спеціального детекторного обладнання (ПЕТ-сканера) відстежувати розподіл в організмі біологічно активних сполук, мічених радіоізотопами, які випромінюють позитрони і після анігіляції дають два гамма-кванти. Потенціал ПЕТ значною мірою визначається арсеналом доступних мічених сполук — РФП. Саме вибір відповідного РФП дозволяє вивчати за допомогою ПЕТ такі різні процеси, як метаболізм, транспорт речовин, ліганд-рецепторні взаємодії, експресію генів тощо.
Використання РФП, які належать до різних класів біологічно активних сполук, робить ПЕТ досить універсальним інструментом сучасної медицини. Тому розробка нових РФП та ефективних методів синтезу препаратів, які вже зарекомендували себе, на сьогодні є ключовим етапом у розвитку методу ПЕТ.

## Радіофармпрепарати для ПЕТ
На сьогодні для позитрон-емісійної томографії переважно застосовують ізотопи елементів другого періоду періодичної системи, які випромінюють позитрони:
- 11C (T½ = 20,4 хв.)
- 13N (T½ = 9,96 хв.)
- 15O (T½ = 2,03 хв.)
- 18F (T½ = 109,8 хв.)

Фтор-18 має оптимальні характеристики для використання в ПЕТ: найбільший період напіврозпаду і найменшу енергією випромінювання. З одного боку, відносно невеликий період напіврозпаду 18F дозволяє отримувати ПЕТ-зображення високої контрастності при низькому дозовому навантаженні на пацієнтів. Низька енергія позитронного випромінювання забезпечує високу просторову роздільність ПЕТ-зображень. З іншого боку, період напіврозпаду 18F достатньо великий, що дозволяє транспортування РФП на основі фтору-18 з централізованого місця виробництва до клінік та інститутів, які мають ПЕТ-сканери (т.зв. Концепція сателітів), а також розширити часові межі ПЕТ-досліджень і синтезу РФП.
Компанія Siemens AG в своїх ПЕТ/КТ приладах використовує сцинтиляційні детектори на основі монокристалів оксиортосилікату лютеція (Lu2SiO5, LSO).

## Недоліки
Окрім того, що метод ПЕТ є досить дорогим, він не позбавлений діагностичних недоліків:
- помилково-негативна реакція у хворих на цукровий діабет;
- помилково-позитивна реакція при гранулематозі та запальних захворюваннях.

Ступінь помилковості реакції, однак, можна зменшити, застосовуючи інші маркери.

## Безпека
Попри те, що ПЕТ-сканування є безконтактним, воно все ж включає дію іонізучого випромінення, загальна доза якого є значною.
Також можливе забруднення довкілля радіоактивними речовинами, в разі їх витоку та потрапляння в повітря. Потенційними місцями виникнення радіоактивного забруднення також є «гарячі» камери, повітря навколо камери мішені медичного циклотрона, тракти транспортування напрацьованого в циклотроні радіоізотопу до хімічної лабораторії тощо.

### Усунення наслідків викидів
Для усунення наслідків від таких ефектів, як правило, на виході вентиляційних систем встановлюють фільтри різних типів, хімічні поглиначі, пастки з азотним охолодженням. На жаль, рівень ефективності таких способів очищення є недостатнім для гарантованого забезпечення не перевищення мінімально припустимих концентрацій радіоактивних ізотопів у викидах. У разі виникнення критичної ситуації можливі різні підходи до попередження забруднення довкілля, серед яких найчастіше використовують два основних. За технічної можливості застосовують відкачування повітря з системи вентиляції в окремі ємності, де воно зберігається під тиском до повного розпаду радіоактивної речовини. Така методика є ефективною при інтенсивних, але короткочасних викидах. Альтернативним засобом є зупинка роботи витяжної системи та відповідної ланки технологічного ланцюга виготовлення РФП, що спричинила виток, на час, за який відбудеться розпад ізотопу-забрудника. Величина проміжку часу має бути достатньою для забезпечення мінімально припустимої концентрації цього ізотопу у відповідному середовищі. Але в будь-якому разі необхідно застосовувати чутливу систему детектування рівня забруднення повітря.

### Книги
- Оптимізація радіаційного впливу на оточуюче середовище при використанні позитрон-емісійної томографії. Д. Нечай, О. Безшийко, Л. Голінка-Безшийко, А. Громлюк, І. Каденко. Науковий вісник Ужгородського університету. Серія Фізика. Випуск 24. — 2009
- Das, Biren Kishore (2015). Positron emission tomography : a guide for clinicians. New Delhi. ISBN 978-81-322-2098-5

### Журнали
- Radiology[відсутнє в джерелі]
- Journal of Nuclear Medicine[відсутнє в джерелі]
- Investigative Radiology[відсутнє в джерелі]
- Radiology: Artificial Intelligence[відсутнє в джерелі]
- Український радіологічний та онкологічний журнал[відсутнє в джерелі]